# Associazione Sportiva Fiammamonza Dilettante 2007-2008
Questa voce raccoglie le informazioni riguardanti la Associazione Sportiva Fiammamonza Dilettante nelle competizioni ufficiali della stagione 2007-2008.

## Organigramma societario
Area direttiva
- Consigliere: Mario Merati
- Consigliere: Stella La Capria
- Segretaria: Jana Nováková

## Rosa
Rosa e ruoli tratti dal sito Football.it.
| N. |                   | Ruolo | Calciatrice         |
| -- | ----------------- | ----- | ------------------- |
|    | Italia (bandiera) | P     | Giada Ferraro       |
|    | Italia (bandiera) | P     | Chiara Marchitelli  |
|    | Italia (bandiera) | D     | Paola Balconi       |
|    | Italia (bandiera) | D     | Rita Bertoni        |
|    | Italia (bandiera) | D     | Roberta D'Adda      |
|    | Italia (bandiera) | D     | Carmelina D'Andolfo |
|    | Italia (bandiera) | D     | Chiara Dedè         |
|    | Italia (bandiera) | D     | Laura Donghi        |
|    | Italia (bandiera) | D     | Ilaria Franchin     |
|    | Italia (bandiera) | D     | Elena Rivolta       |
|    | Italia (bandiera) | C     | Michela Greco       |

| N. |                    | Ruolo | Calciatrice            |
| -- | ------------------ | ----- | ---------------------- |
|    | Italia (bandiera)  | C     | Venusia Paliotti       |
|    | Italia (bandiera)  | C     | Naila Ramera           |
|    | Italia (bandiera)  | C     | Viviana Schiavi        |
|    | Italia (bandiera)  | C     | Valentina Ronsisvalle  |
|    | Italia (bandiera)  | C     | Daniela Stracchi       |
|    | Italia (bandiera)  | A     | Roberta Palmieri       |
|    | Italia (bandiera)  | A     | Agnese Ricco           |
|    | Brasile (bandiera) | A     | Mayara Amorin De Sousa |
|    | Italia (bandiera)  | A     | Stefania Celedi        |
|    | Italia (bandiera)  | A     | Vanessa Sansonetti     |
|    | Italia (bandiera)  | A     | Veronica Vinci         |

## Calciomercato

### Sessione estiva
| Acquisti | Acquisti | Acquisti | Acquisti |
| R.       | Nome     | a        | Modalità |
| -------- | -------- | -------- | -------- |
|          |          |          |          |

| Cessioni | Cessioni        | Cessioni | Cessioni   |
| R.       | Nome            | a        | Modalità   |
| -------- | --------------- | -------- | ---------- |
| D        | Samantha Ceroni | Atalanta | definitivo |

### Sessione invernale
| Acquisti | Acquisti        | Acquisti  | Acquisti   |
| R.       | Nome            | a         | Modalità   |
| -------- | --------------- | --------- | ---------- |
| A        | Stefania Celedi | ASI Monza | definitivo |

| Cessioni | Cessioni | Cessioni | Cessioni |
| R.       | Nome     | a        | Modalità |
| -------- | -------- | -------- | -------- |
|          |          |          |          |

## Risultati

### Serie A

#### Girone di andata
| Arbitro: | Massimo Molinaroli (Verona) |

|            |           |                      |
| Neboli 30’ | Marcatori | 12’ Ricco 75’ D'Adda |

| Monza 22 settembre 2007 2ª giornata | Fiammamonza           | 0 – 0 referto | Graphistudio Tavagnacco | Stadio Gino Alfonso Sada\| Arbitro: \| Andrea Bianchi (Como) \| |
| Arbitro:                            | Andrea Bianchi (Como) |               |                         |                                                                 |

| Arbitro: | Giuliani (Biella) |

|               |           |  |
| Sancassani 4’ | Marcatori |  |

| Arbitro: | Antonio Pinzone Vecchio (Genova) |

|                |           |                           |
| Sansonetti 18’ | Marcatori | 60’ (rig.) Tona 90’ Conti |

| Arbitro: | Marco Novellino (Brescia) |

|                          |           |  |
| Panico 15’ Boni 29’, 44’ | Marcatori |  |

| Arbitro: | Simone Spolaore (Torino) |

|                                                     |           |                   |
| Stracchi 23’, 58’ Ricco 47’ D'Adda 86’ Palmieri 91’ | Marcatori | 78’ (rig.) Parisi |

| Arbitro: | Marco Avoni (Imola) |

|           |           |                             |
| Mauro 58’ | Marcatori | 39’ (rig.) D'Adda 55’ Ricco |

| Arbitro: | Fabio Ghellere (Parma) |

|                        |           |  |
| Paliotti 13’, 45’, 85’ | Marcatori |  |

| Arbitro: | Nicola Zuliani (Biella) |

|                        |           |             |
| Stracchi 22’ Greco 56’ | Marcatori | 62’ Bonetti |

| Arbitro: | Antonio Pinzone Vecchio (Genova) |

|                          |           |           |
| Carissimi 16’ Sodini 37’ | Marcatori | 6’ Donghi |

| Arbitro: | Riccardo Bucchino (Torino) |

|           |           |  |
| Ricco 63’ | Marcatori |  |

#### Girone di ritorno
| Arbitro: | Alberto Salmistraro (Padova) |

|           |           |  |
| Vinci 40’ | Marcatori |  |

| Arbitro: | Giovanni Baccini (Conegliano) |

|                       |           |  |
| Turra 42’ Stabile 52’ | Marcatori |  |

| Monza 2 febbraio 2008 14ª giornata | Fiammamonza                | 0 – 0 referto | ACF Milan | Stadio Gino Alfonso Sada\| Arbitro: \| Valerio La Torre (Legnano) \| |
| Arbitro:                           | Valerio La Torre (Legnano) |               |           |                                                                      |

| Arbitro: | Marco Addis (Olbia) |

|                              |           |                         |
| Fuselli 50’ Domenichetti 87’ | Marcatori | 10’ Paliotti 90’ D'Adda |

| Monza 23 febbraio 2008 16ª giornata | Fiammamonza               | 0 – 0 referto | Bardolino Verona | Stadio Gino Alfonso Sada\| Arbitro: \| Andrea Ricciardi (Novara) \| |
| Arbitro:                            | Andrea Ricciardi (Novara) |               |                  |                                                                     |

| Arbitro: | Giulia Beghin (Padova) |

|  |           |                                               |
|  | Marcatori | 1’ Stracchi 29’ Ricco 31’ D'Adda 90’ Paliotti |

| Arbitro: | Riccardo Bucchino (Torino) |

|                                      |           |                       |
| Greco 8’ Ricco 18’, 26’ Stracchi 59’ | Marcatori | 16’ Barreca 58’ Colzi |

| Arbitro: | Giovanni Baccini (Conegliano) |

|              |           |            |
| Maleševič 2’ | Marcatori | 17’ D'Adda |

| Arbitro: | Melissa Gelmini (Bergamo) |

|  |           |               |
|  | Marcatori | 9’, 33’ Greco |

| Arbitro: | Fabio Ghellere (Parma) |

|           |           |                |
| Greco 23’ | Marcatori | 28’ Cassanelli |

| Arbitro: | Giovanni Lorenzo (Lodi) |

|                                          |           |                   |
| Scarpellini 65’ (rig.) Ceroni 77’ (rig.) | Marcatori | 39’, 82’ Stracchi |

### Coppa Italia

#### Primo turno
Girone N

#### Ottavi di finale
| Arbitro: | Antonio Pinzone Vecchio (Genova) |

|  |           |           |
|  | Marcatori | 63’ Greco |

| Arbitro: | Mainardi (Bergamo) |

|                   |           |             |
| D'Adda 52’ (rig.) | Marcatori | 4’ Bonansea |

#### Quarti di finale
| Reggio nell'Emilia 1º maggio 2008, ore 15:00 CEST Andata | Reggiana            | 0 – 0 | Fiammamonza | Stadio comunale Mirabello\| Arbitro: \| Marco Avoni (Imola) \| |
| Arbitro:                                                 | Marco Avoni (Imola) |       |             |                                                                |

| Arbitro: | Bellero (Casale Monferrato) |

|                     |           |            |
| Paliotti 65’, 90+2’ | Marcatori | 20’ Eccher |

#### Semifinali
| Arbitro: | De Fina (Vibo Valentia) |

|            |           |  |
| Panico 43’ | Marcatori |  |

| Monza 31 maggio 2008, ore 15:00 CEST Ritorno                                          | Fiammamonza | 1 – 3                                     | Bardolino Verona | Stadio Gino Alfonso Sada |
| \| \| \| \| \| Ricco 25’ \| Marcatori \| 4’ Gabbiadini 17’ (rig.) Boni 70’ Tuttino \| |             |                                           |                  |                          |
|                                                                                       |             |                                           |                  |                          |
| Ricco 25’                                                                             | Marcatori   | 4’ Gabbiadini 17’ (rig.) Boni 70’ Tuttino |                  |                          |

## Statistiche

### Statistiche di squadra
| Competizione | Punti | In casa | In casa | In casa | In casa | In casa | In casa | In trasferta | In trasferta | In trasferta | In trasferta | In trasferta | In trasferta | Totale | Totale | Totale | Totale | Totale | Totale | DR  |
| Competizione | Punti | G       | V       | N       | P       | Gf      | Gs      | G            | V            | N            | P            | Gf           | Gs           | G      | V      | N      | P      | Gf     | Gs     | DR  |
| ------------ | ----- | ------- | ------- | ------- | ------- | ------- | ------- | ------------ | ------------ | ------------ | ------------ | ------------ | ------------ | ------ | ------ | ------ | ------ | ------ | ------ | --- |
| Serie A      | 39    | 11      | 6       | 4       | 1       | 18      | 7       | 11           | 4            | 3            | 4            | 16           | 15           | 22     | 10     | 7      | 5      | 34     | 22     | +12 |
| Coppa Italia | -     | -       | -       | -       | -       | -       | -       | -            | -            | -            | -            | -            | -            | 10     | 6      | 2      | 2      | 28     | 6      | +22 |
| Totale       | -     | -       | -       | -       | -       | -       | -       | -            | -            | -            | -            | -            | -            | 32     | 16     | 9      | 7      | 62     | 28     | +34 |

### Statistiche delle giocatrici
| Giocatore          | Serie A  | Serie A | Serie A     | Serie A    | Coppa Italia | Coppa Italia | Coppa Italia | Coppa Italia | Totale   | Totale | Totale      | Totale     |
| Giocatore          | Presenze | Reti    | Ammonizioni | Espulsioni | Presenze     | Reti         | Ammonizioni  | Espulsioni   | Presenze | Reti   | Ammonizioni | Espulsioni |
| ------------------ | -------- | ------- | ----------- | ---------- | ------------ | ------------ | ------------ | ------------ | -------- | ------ | ----------- | ---------- |
| M. Amorin De Sousa | 2        | 0       | 0           | 0          | ?            | 0            | ?            | ?            | 2+       | 0      | 0+          | 0+         |
| P. Balconi         | 21       | 0       | 4           | 0          | ?            | ?            | ?            | ?            | 21+      | 0+     | 4+          | 0+         |
| R. Bertoni         | 8        | 0       | 0           | 0          | ?            | ?            | ?            | ?            | 8+       | 0+     | 0+          | 0+         |
| S. Celedi          | 5        | 0       | 0           | 0          | ?            | 0            | ?            | ?            | 5+       | 0      | 0+          | 0+         |
| R. D'Adda          | 22       | 6       | 2           | 0          | ?            | ?            | ?            | ?            | 22+      | 6+     | 2+          | 0+         |
| C. D'Andolfo       | 10       | 0       | 2           | 0          | ?            | ?            | ?            | ?            | 10+      | 0+     | 2+          | 0+         |
| C. Dedè            | 11       | 0       | 0           | 0          | ?            | ?            | ?            | ?            | 11+      | 0+     | 0+          | 0+         |
| L. Donghi          | 20       | 1       | 2           | 0          | ?            | ?            | ?            | ?            | 20+      | 1+     | 2+          | 0+         |
| G. Ferraro         | 0        | 0       | 0           | 0          | ?            | ?            | ?            | ?            | 0+       | 0+     | 0+          | 0+         |
| I. Franchin        | 13       | 0       | 1           | 0          | ?            | ?            | ?            | ?            | 13+      | 0+     | 1+          | 0+         |
| M. Greco           | 20       | 5       | 5           | 0          | ?            | ?            | ?            | ?            | 20+      | 5+     | 5+          | 0+         |
| C. Marchitelli     | 22       | -22     | 0           | 0          | ?            | ?            | ?            | ?            | 22+      | -22+   | 0+          | 0+         |
| V. Paliotti        | 22       | 5       | 3           | 0          | ?            | ?            | ?            | ?            | 22+      | 5+     | 3+          | 0+         |
| R. Palmieri        | 1        | 1       | 0           | 0          | ?            | ?            | ?            | ?            | 1+       | 1+     | 0+          | 0+         |
| N. Ramera          | 4        | 0       | 0           | 0          | ?            | ?            | ?            | ?            | 4+       | 0+     | 0+          | 0+         |
| A. Ricco           | 16       | 7       | 1           | 0          | ?            | ?            | ?            | ?            | 16+      | 7+     | 1+          | 0+         |
| E. Rivolta         | 20       | 0       | 1           | 0          | ?            | ?            | ?            | ?            | 20+      | 0+     | 1+          | 0+         |
| V. Ronsisvalle     | 2        | 0       | 0           | 0          | ?            | ?            | ?            | ?            | 2+       | 0+     | 0+          | 0+         |
| V. Sansonetti      | 4        | 1       | 0           | 0          | ?            | ?            | ?            | ?            | 4+       | 1+     | 0+          | 0+         |
| V. Schiavi         | 22       | 0       | 2           | 0          | ?            | ?            | ?            | ?            | 22+      | 0+     | 2+          | 0+         |
| D. Stracchi        | 20       | 7       | 2           | 1          | ?            | ?            | ?            | ?            | 20+      | 7+     | 2+          | 1+         |
| V. Vinci           | 11       | 1       | 2           | 0          | ?            | ?            | ?            | ?            | 11+      | 1+     | 2+          | 0+         |